# Parti républicain démocratique fédéral
 (janvier 2023).
Si vous disposez d'ouvrages ou d'articles de référence ou si vous connaissez des sites web de qualité traitant du thème abordé ici, merci de compléter l'article en donnant les références utiles à sa vérifiabilité et en les liant à la section « Notes et références ».
Pour les articles homonymes, voir Parti fédéral et Parti républicain.
Le Parti républicain démocratique fédéral (Partido Republicano Democrático Federal), également désigné simplement sous le nom de Parti fédéral (Partido Federal), est un ancien parti politique espagnol d'idéologie fédéraliste et républicaine fondé après la Révolution de 1868.

## Idéologie
Le parti s'est développé à partir de la théorie du pacte de Francesc Pi i Margall, figure majeure du fédéralisme en Espagne. Il est articulé en différentes sections, particulièrement dans les régions du Levant et les zones catalanophones. Parmi ceux-ci on peut citer le Club des fédéralistes de Barcelone (dont Pi i Margall lui-même est membre) ou le Casino républicain de l'État Baléare de Palma de Majorque.

## Histoire

### 1868-1873
À son origine, le mouvement représenté par le parti se divise entre les modérés, largement dominants à l'intérieur du parti en termes de représentation parlementaire et cherchant des accords avec d'autres forces politiques, et les radicaux intransigeants, favorables aux pactes régionaux, à la manifestation publique ainsi qu'à l'insurrection armée.
Après la signature du Pacte de Tortosa en mai 1869 et devant la prolifération des pactes régionaux, Pi y Margall imposa en juin un pacte national, sans pouvoir éviter l'insurrection fédéraliste de septembre-octobre contre les campagnes de conscription, essentiellement alimentée par les intransigeants de Catalogne.
À partir de 1870, le parti dut affronter le défi de maintenir un équilibre entre ses tendances de droite ou de gauche. La première assemblée fédérale célébrée à Madrid en 1879 entraîna d'importants changements structurels, le parti abandonnant les pactes régionaux comme base organisationnelle et mettant en place une direction madrilène, composée de 5 membres : Pi i Margall (président), Emilio Castelar, Estanislao Figueras, José María Orense et Barberà, dans le but d'obtenir plus de cohésion et d'efficacité. Grâce à cela, Pi i Margall put contrer sans difficulté une attaque de la droite dans la déclaration faite à la presse le 7 mai 1870 contre la conclusion de pactes et la division, mais ne put empêcher l'intensification des luttes internes et la formation de comités républicains locaux indépendants, modérés et intransigeants à Barcelone, Valence et Palma. Il fut toutefois reconduit dans ses fonctions directives au sein du parti aux directoires successifs de 1871 et 1872, majoritairement dominés par les modérés.
L'intégration d'une minorité d'intransigeants, représentée par Nicolás Estévanez et le général Contreras, n'empêche pas la constitution d'un Conseil provisoire de la fédération espagnole (octobre 1872) qui fomente une nouvelle insurrection généralisée pour le mois de novembre 1872.

### La Première République
De façon paradoxale, la proclamation de la Première République accentue encore les clivages au sein du parti. Les élus parlementaires appuient la posture légaliste de Pi i Margall consistant à attendre des élections aux Cortes constituantes pour proclamer une République fédérale et élaborer une constitution. Les intransigeants des régions périphériques, particulièrement la Catalogne, le pays valencien et l'Andalousie, prétendaient au contraire à l'application immédiate des réformes administratives et politiques promises et agirent sans l'aval du directoire de Madrid ou du gouvernement.
Le parti voit son influence fortement diminuée à la suite des élections générales de mai 1873. Une nouvelle tendance centriste se met en place autour des figures de Nicolás Estévanez, Eduardo Benot, Francisco Díaz Quintero et José María de Orense. Avec l'aile droite du parti, dirigée par Castelar et Salmerón, elle domine les nouvelles Cortes et constitue le principal appui de Pi y Margall aux mois de juin et juillet.
Le mouvement cantonaliste fit son entrée en force sur l'échiquier politique, indépendamment des initiatives prises par les intransigeants de Madrid. Ses principales conséquences sont l'abandon du pouvoir par Pi y Margall, la domination de la droite et la désorganisation du centre. L'évolution de la situation en Catalogne joue alors un rôle déterminant. L'influence des intransigeants est limitée par la montée continue du carlisme, avec les victoires de Francesc Savalls à Berga le 28 mars, puis à Alpens le 11 juillet. Les provinces de Tarragone, Gérone et Lérida se révèlent peu enclines à rejoindre les intransigeants de Barcelone dans leurs diverses tentative de proclamer un État catalan (le 12 février, le 21 février, du 9 au 11 mars, puis du 19 au 26 juillet).
Des figures charismatiques du parti comme Baldomer Lostau i Prats, Josep Anselm Clavé i Camps, Sunyer i Capdevila ou Gonçal Serraclara i Cuesta adoptèrent des positions plus centristes. La menace carliste entraîne la formation de groupes de résistance en Catalogne et rend plus difficile la participation au cantonalisme.

### 1875: Restauration bourbonienne et réorganisation
Avec la Restauration bourbonienne de 1874, le parti se trouva désorganisé et en manque de meneurs. Sa réorganisation ne commença véritablement qu'en 1880, grâce à l'accès au pouvoir de Práxedes Mateo Sagasta. Une grande partie des figures importantes du parti se joignirent toutefois à Emilio Castelar, et les tentatives de rapprochement entre Figueras et Pi y Margall échouèrent. En 1881 Valentí Almirall quitta le parti, qui comptait cependant encore des personnalités comme Josep Maria Vallès i Ribot, meneur de la section fédérale de Catalogne ou le Majorquin Antoni Villalonga.
L'assemblée de Saragosse de juin 1883 approuva un projet de Constitution fédérale et reprit dans ses grandes lignes les résolutions du congrès régional du parti en Catalogne, célébré aux mois d'avril et mai de la même année, lors duquel avait été élaboré un projet de Constitution de l'État catalan au sein d'une fédération espagnole, signé par Sunyer i Capdevila, Josep Maria Vallès i Ribot, Lostau et Tutau.
En 1894 le parti rédigea un programme, fixant ainsi par écrit de façon claire et concrète ses idées et intentions, avec un retentissement toutefois modeste auprès du public. Pi y Margall fut député à partir de 1886, ainsi que Vallès i Ribot, mais la tendance faisant de la Catalogne le seul soutien véritable au parti s'accentua. L'influence du parti fut également limitée par son opposition aux tentatives unitaires de certains secteurs républicains et le maintien d'une doctrine rigide. À la fin du XIXe siècle, en dépit du prestige persistant de Pi y Margall et de la section catalane à la suite d'une campagne d'opposition à la Guerre hispano-américaine, le parti fédéral est une entité désorganisée et affaiblie.
Tandis qu'en Catalogne le parti affronte les partisans d'Almirall et les nationalistes du Centre Nacionalista Republicà, Vallès i Ribot s'éloigne à partir de 1899 des positions de Pi y Margall pour se rapprocher du catalanisme et finit par signer le Manifeste d'union républicaine catalane (Manifest d'Unió Republicana Catalana). Dans le Pays valencien et aux Baléares, le parti fédéral doit respectivement affronter le blasquisme et le Parti d'union républicaine de Majorque, qui entraînent sa marginalisation.

### Disparition
À la mort de Pi y Margall les relations entre les bases régionales et la direction centrale du parti se dégradèrent et son successeur, Eduardo Benot, ne put éviter sa dissolution en mai 1905. Le républicanisme fédéral resta vigoureux en Catalogne, mais, victime des disparités des actions et de membres locaux, échoua à constituer un parti rassembleur. Une minorité de ses partisans se rallia à Alejandro Lerroux, qui n'avait jamais montré d'affinité particulière avec le fédéralisme, tandis que la masse des sympathisants rejoignit les différentes formations du républicanisme catalaniste (Union républicaine, Centre nationaliste républicain, Union fédéraliste nationaliste républicaine). Après s'être associé à la coalition Solidaritat Catalana, le peu de ce qui restait du parti intégra l'Union fédérale nationaliste républicaine.

## Canaux d'expression
Le parti était soutenu par bon nombre de publications périodiques idéologiquement proches comme El Federalista, El Estado Catalán et La Alianza de los Pueblos à Barcelone, El Ampurdanés à Figueres, El Iris del Pueblo à Palma, La Igualdad, La Discusión ou El Pueblo Español à Madrid.

## Représentation parlementaire
Nombre de députés aux Cortes aux différentes élections générales :
- 1869 : 85
- 1871 : 52
- Avril 1872 : 52
- Août 1872 : 77

Avec l'avènement de la Restauration bourbonienne et la signature du Pacte du Pardo, le parti fut mis à l'écart de la vie politique et n'obtient pratiquement plus de représentant parlementaire jusqu'à sa dissolution.